# Nicholas Nickleby (film, 1947)
Nicholas Nickleby (engelska: The Life and Adventures of Nicholas Nickleby) är en brittisk dramafilm från 1947 i regi av Alberto Cavalcanti. Filmen är baserad på Charles Dickens roman Nicholas Nickleby från 1839. I huvudrollerna ses Cedric Hardwicke, Stanley Holloway, Derek Bond och Sally Ann Howes.

## Rollista i urval
- Sir Cedric Hardwicke - Ralph Nickleby
- Stanley Holloway - Vincent Crummles
- Derek Bond - Nicholas Nickleby
- Mary Merrall - Mrs Nickleby
- Sally Ann Howes - Kate Nickleby
- Aubrey Woods - Smike
- Jill Balcon - Madeline Bray
- Bernard Miles - Newman Noggs
- Alfred Drayton - Wackford Squeers
- Sybil Thorndike - Mrs Squeers
- Vera Pearce - Mrs. Crummles
- James Hayter - Ned & Charles Cheeryble
- Emrys Jones - Frank Cheeryble
- Cecil Ramage - Sir Mulberry Hawk
- Timothy Bateson - Lord Verisopht
- George Relph - Mr Bray
- Frederick Burtwell - Sheriff Murray
- Patricia Hayes - Phoebe